# Famille Keglević
La 
famille Keglević de Buzin (aussi Keglevich, Keglevics) est une ancienne famille de la noblesse croate et hongroise originaire de Knin. Elle donna au royaume de Hongrie de nombreux hommes politiques et officiers distingués.

## Origines
La famille est originaire de Knin et remonte à Pierre de genere Percal (Prklja ou Perkalja), cité vers 1300.
Les descendants de son fils Kegel (Kegal ou Xegal)  prennent le nom de Keglević de genere Percal. La famille ajoute au XVe siècle à son nom celui de son domaine de Porički (de Porychan, Porechan, Porichan), puis plus tard du château et domaine de Buzin offert en 1494 par le roi Vladislas II de Hongrie. La famille se divise au XVIIe siècle en deux branches, croate et hongroise, avec respectivement Petar (1663) et Miklós (†1642). Les deux branches sont élevées  au titre de comte aux XVIIe et XVIIIe siècles.

## Membres notables
- Péter Keglevich (en), ban de Croatie (1537-1542).
- György Keglevich (†1622), général, vice-ban de Croatie, Dalmatie et Slavonie. Époux de Katalin Istvánffy, fille du vice-palatin Miklós Istvánffy.
- Miklós II Keglevich (†1642), főispán de Torna. Père du suivant.
- Miklós II Keglevich (†1701), főispán de Torna. Titré comte (1687).
- comte Gábor Keglevich (hu) (1784-1854), avocat et homme politique conservateur, il fut notamment maître du trésor, membre de l'Académie hongroise des sciences et főispán de Nógrád.
- comte Béla Keglevich (hu) (1833-1896), chambellan KuK, főispán, parlementaire, capitaine de hussards et membre de la Garde du corps royale hongroise. Fils du précédent.
- comte Alexandre Keglevich (1706-1752), chambellan KuK, főispán de Pozsega.
- comte István Keglevich (1743-1793), général.
- comte János Keglevich (hu) (1786-1856), parlementaire, főispán, véritable conseiller secret et grand-maître de la Cour (főudvarmester). Père du suivant.
- comte István Keglevich (hu) (1840-1905), membre de la chambre des magnats, intendant des théâtres nationaux, chambellan KuK. Tué lors d'un duel à l'épée par un parlementaire qui l'avait offensé. Dernier membre mâle de la branche hongroise.
- comte Oskar Keglević (1839–1918), membre du Parlement croate, dernier membre mâle de la branche croate. Il est l'époux de Anna Orsich, mère de Bela et de Geza Mattachich.
- comtesse Marie-Jenke Keglevich von Buzin (1921-1983), épouse du duc Albert de Bavière (1905-1996), prétendant au trône de Bavière.

## Galerie

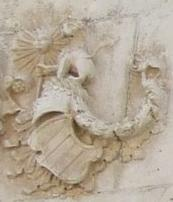
Blason des Keglevich jusqu'en 1490 de gueules à deux fasces d'argent.
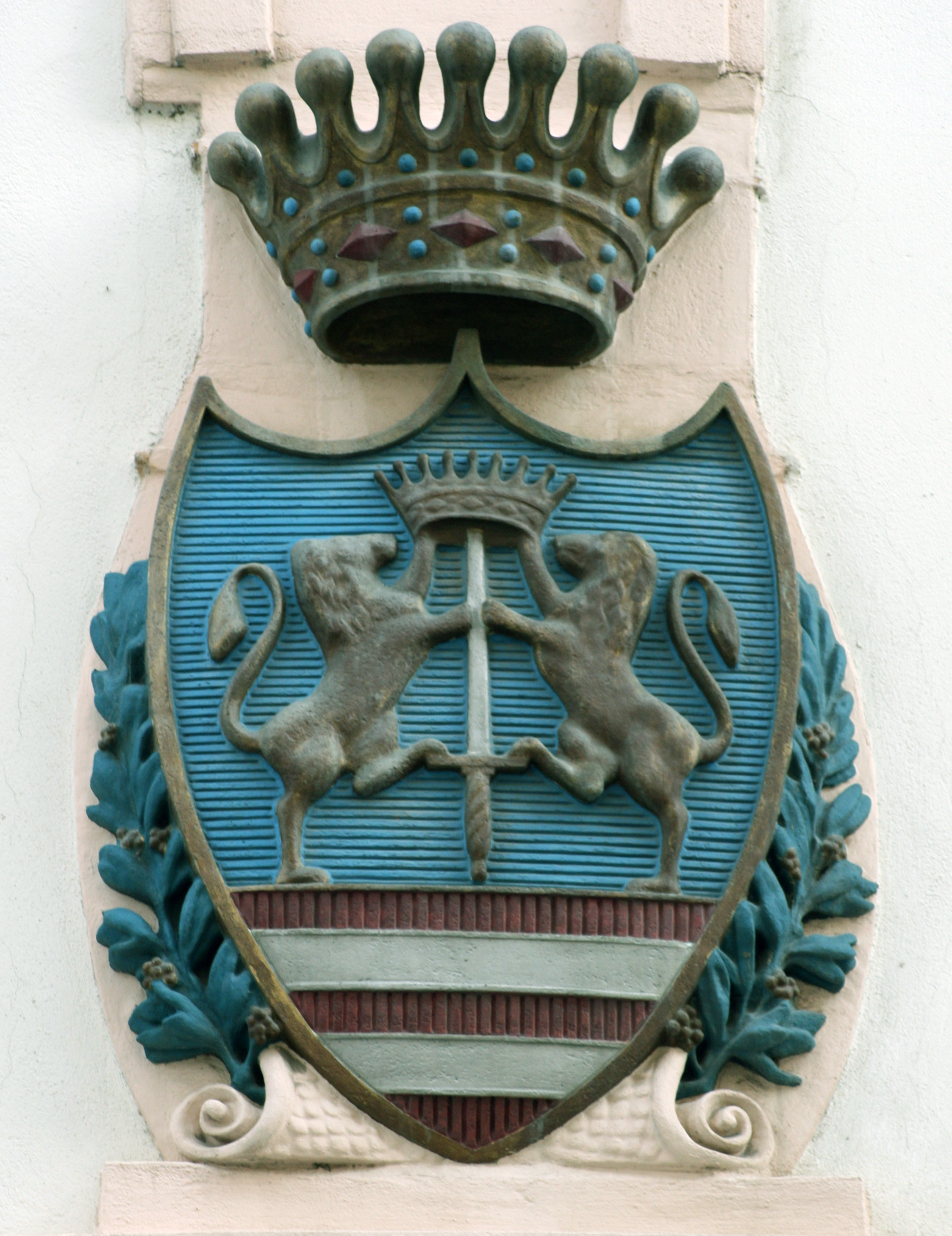
Blason à partir de 1494
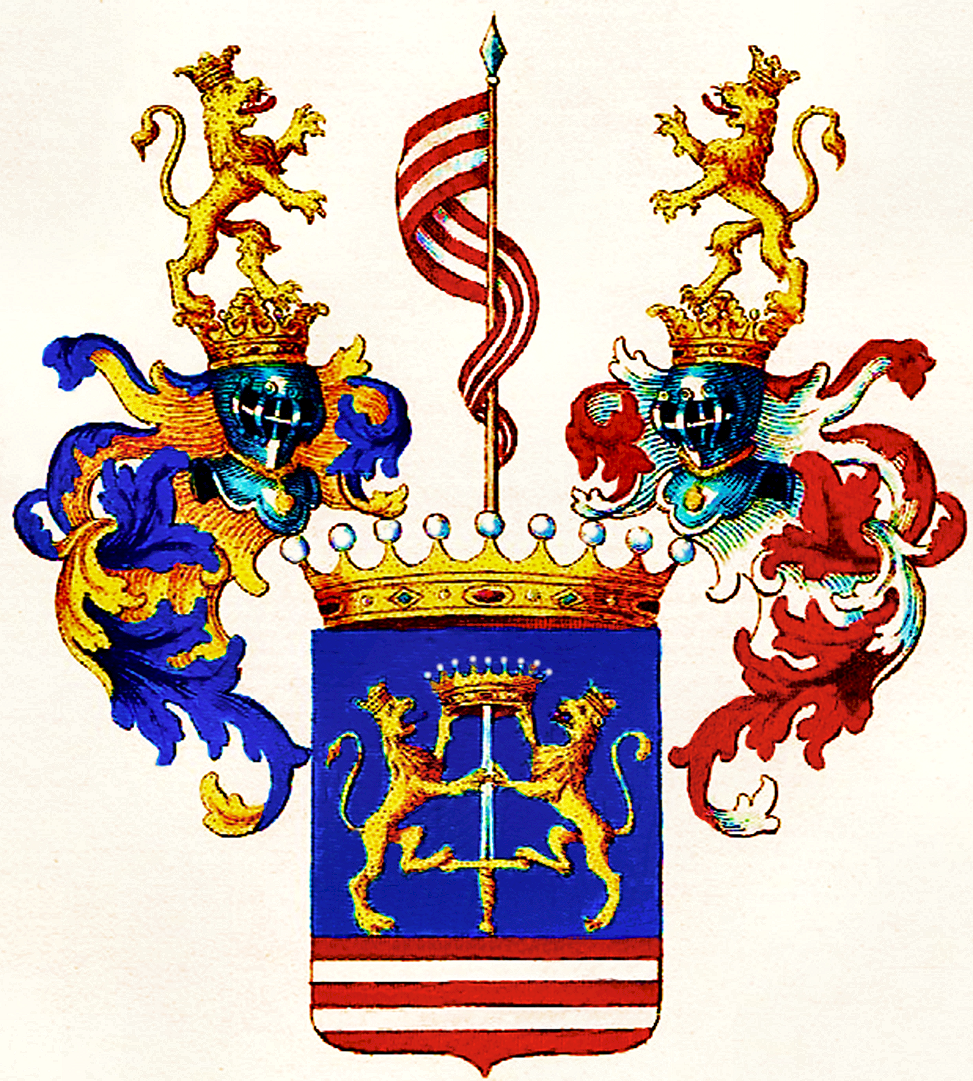
Armoiries de 1687
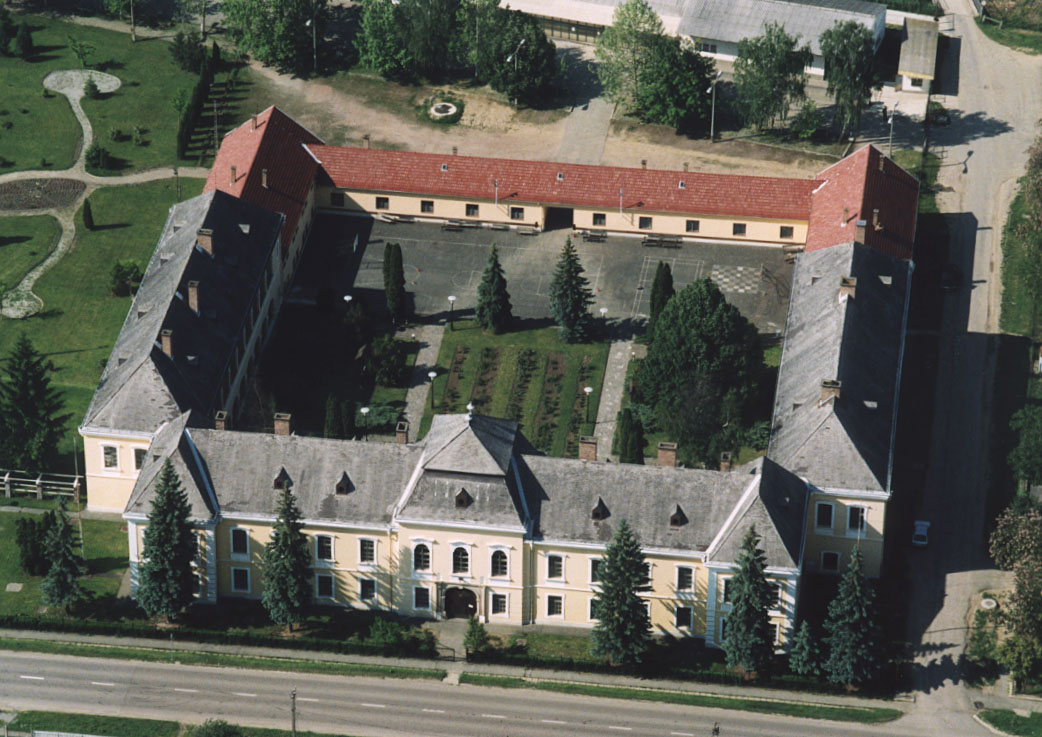
Château Keglevich de Pétervására
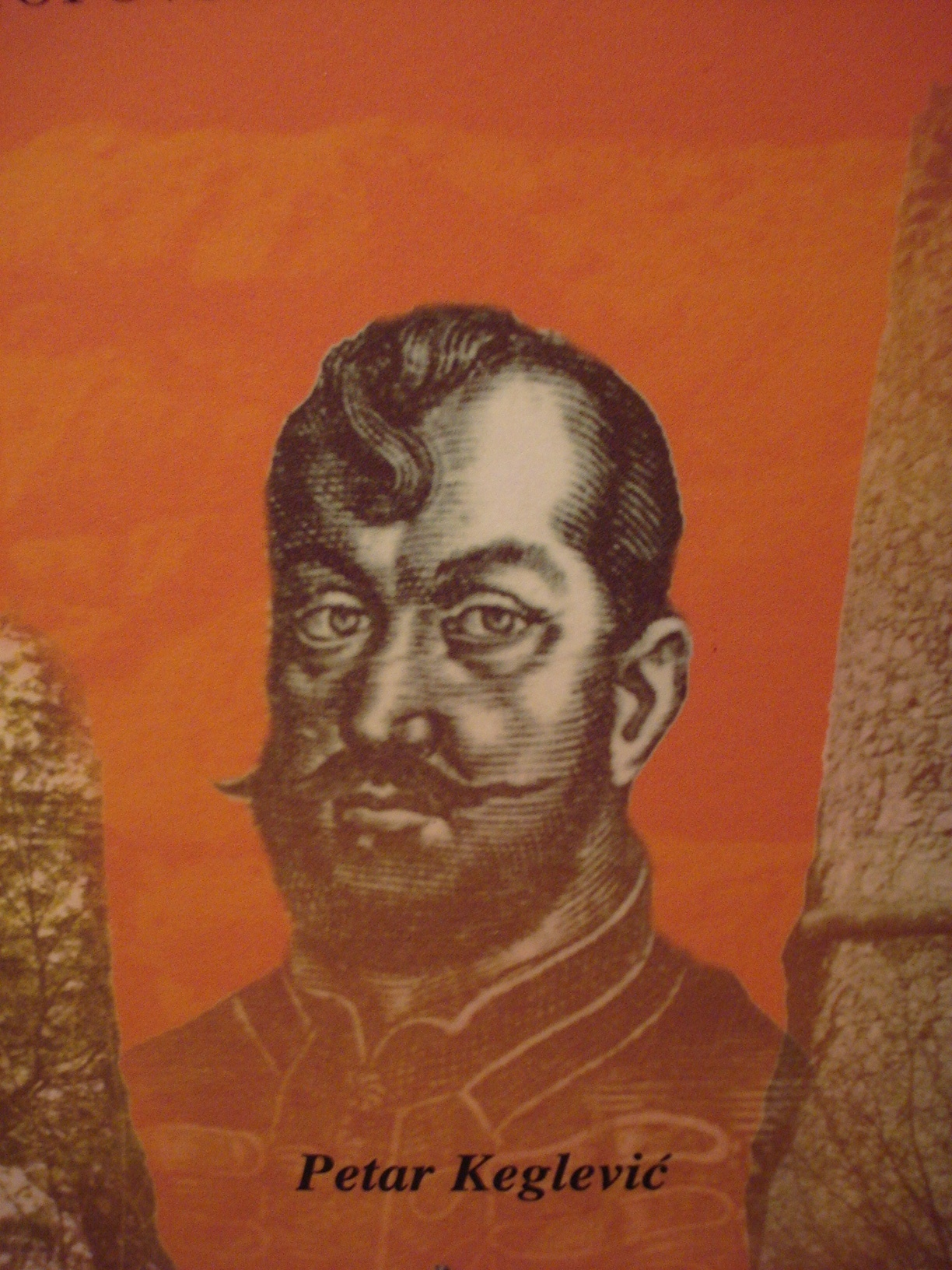
Le ban Péter Keglević
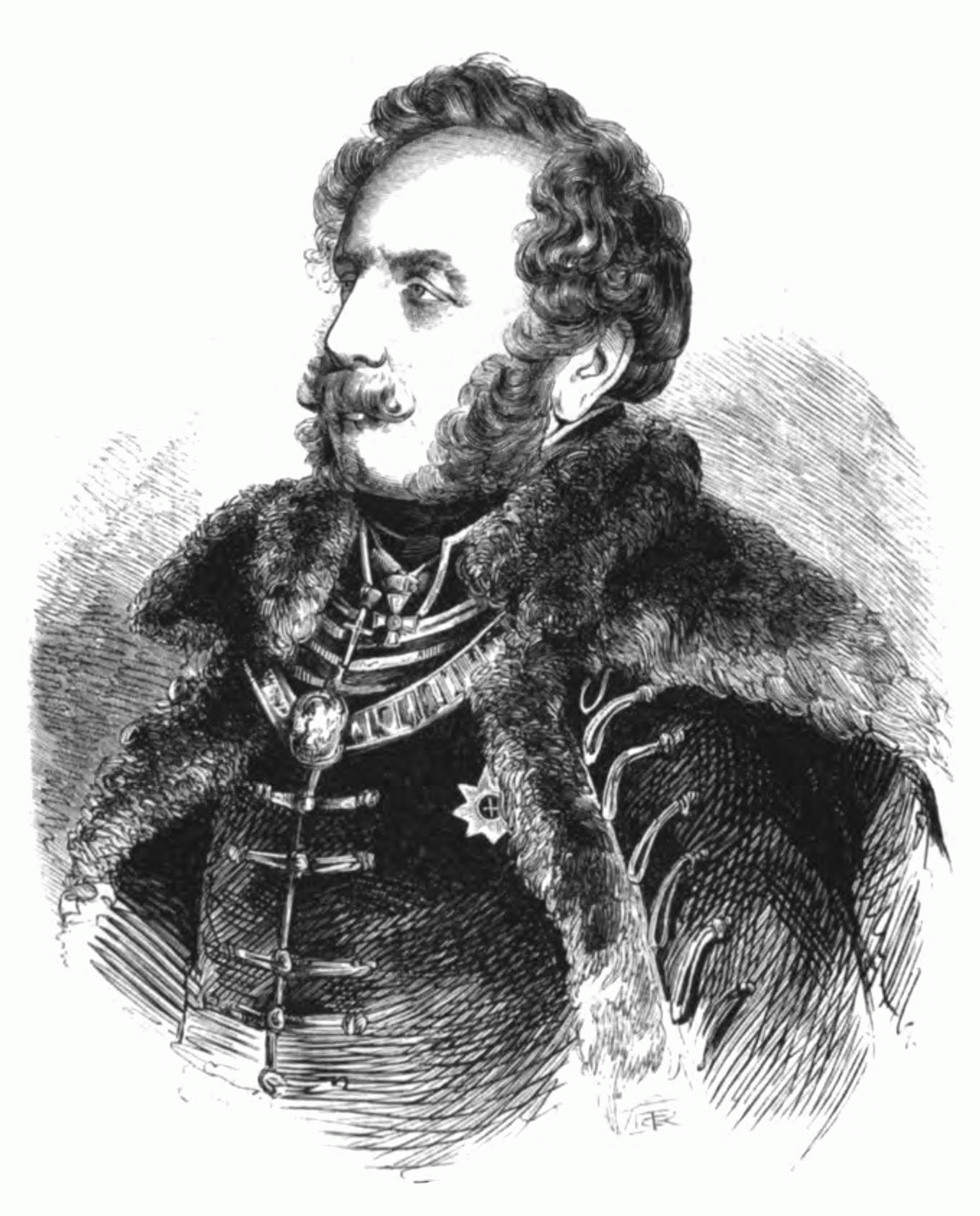
comte Gabriel Keglevich (1784-1854)
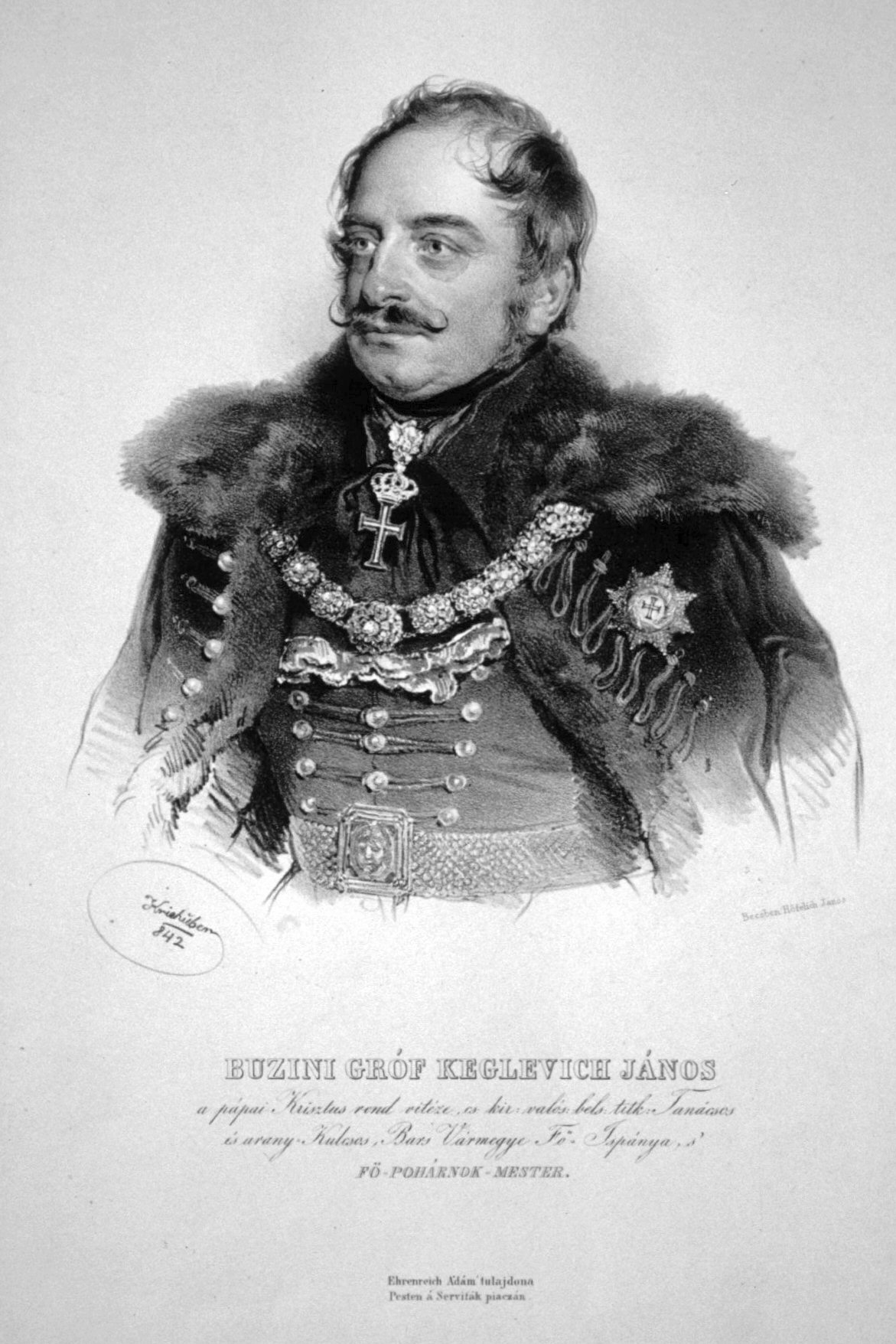
comte János Keglevich (1786-1856)
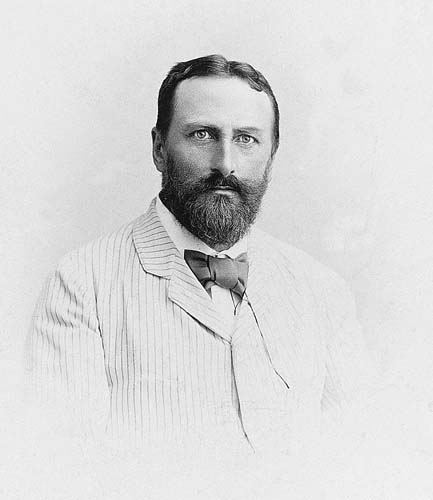
comte István Keglevich (1840-1905)

## Pour approfondir